# Смітюх Анатолій Антонович
Анатолій Антонович Смітюх — штаб-сержант, військовослужбовець ЗСУ, учасник російсько-української війни, який загинув під час російського вторгнення в Україну. Герой України (6 грудня 2023 року, посмертно).

## Життєпис
Анатолій Смітюх народився 10 лютого 1972 року та проживав у місті Камені-Каширському на Волині. Напередодні повномасштабного російського вторгнення в Україну, у січні 2022 року повернувся на військову службу та підписав контракт із ЗСУ, ніс військову службу в частині А 7060 сапером. Обіймав посаду командира інженерно-саперного відділення інженерно-саперного взводу. З початком повномасштабного вторгнення перебував на передовій, на півночі Волинської області в обороні кордону з боку Білорусі та заміновуванні території вздовж рубежу. Із 30 березня 2023 року в складі військової частини А 7060, 100-тої окремої бригади територіальної оборони України, 51-го окремого батальйону територіальної оборони ніс військову службу на Луганщині. Загинув 6 травня 2023 року в селищі Діброва Луганської області під час мінометного обстрілу на полі бою.

## Родина
У загиблого залишилися дружина Валентина (нар. 1973) та двоє дітей — донька Ангеліна (нар. 1998) та син Антон (нар. 2002).

## Нагороди
- Звання Герой України з удостоєнням ордена «Золота Зірка» (6 грудня 2023, посмертно) — за особисту мужність і героїзм, виявлені у захисті державного суверенітету та територіальної цілісності України, самовіддане служіння Українському народові[4].